# Domenico Gorla
Domenico Gorla (Milano, 7 febbraio 1965) è un ex velocista italiano.

## Esordi
Nel 1984 il diciannovenne Domenico Gorla è uno studente del Liceo Classico C. Beccaria di Milano, e, per la preparazione all'esame di maturità, decide di abbandonare momentaneamente l'impegno sportivo dell'atletica, sport praticato fino al momento saltuariamente e senza grandi ambizioni, nella specialità del salto in lungo (migliore misura 6,10). Però, grazie alle gare studentesche (dove vince i 100m in 11"0), Gorla si riavvicina alla pista venendo indirizzato in particolare alla velocità, sotto la guida del tecnico Angelo Ferrario, componente della staffetta 4x400m alle Olimpiadi di Berlino del 1936. Il 27 giugno fa segnare un 10"9 al C.S. Saini di Milano, il 7 luglio sigla un 10"7 a Bergamo e infine, il 16 luglio 1984, durante una riunione in notturna all'Arena di Milano, sciabola un 10"3  (10"21 effettivo, poi arrotondato, con 1,50 m/s di vento a favore) che lascia tutti i presenti a bocca aperta: in quel momento era la quarta prestazione italiana dell'anno, avevano corso più forte solo Tilli, Ullo e Mennea.
Questa prestazione gli vale la convocazione per la nazionale juniores: dunque, a 19 anni, vola prima alla volta di Amsterdam, dove il 4 agosto esordisce con la maglia azzurra vincendo i 100m in 10"65. Due settimane dopo si ritrova invece in viaggio verso Calamata, Grecia, dove, in un triangolare con Spagna e Grecia, il 19 agosto vince sia i 100m (10"81) e i 200m (21"85), dando dunque ottime conferme delle proprie potenzialità.

## Carriera da professionista
Nel 1985, appena un anno dopo il suo exploit, migliora ulteriormente siglando nuovi personali: sui 100 metri piani corre in 10"44, a Grosseto (lo ripeterà nel 1989 a Trento, allo Stadio Briamasco), mentre sui 200 metri piani fa segnare 21"00 a Roma durante i Campionati italiani assoluti, dove si classifica al secondo posto dietro a Carlo Simionato (vincitore in 20"68).
Sempre nel 1985 conquista una medaglia di bronzo a Mosca nel 1985 durante la Coppa Europa con la 4×100 m, corsa in terza frazione con in prima Antonio Ullo, in seconda Stefano Tilli e in quarta Carlo Simionato. Questo risultato gli consente di partecipare, rappresentando l'Europa, alla Coppa del Mondo del 1985 a Canberra, in Australia.
Sempre a Canberra, in occasione di una gara sui 120 metri in rettilineo, copre la distanza in 12"98, che risulta tuttora la migliore prestazione italiana assoluta.
Ai Mondiali del 1987, insieme ai suoi compagni Ezio Madonia, Paolo Catalano e Pierfrancesco Pavoni, si classificò settimo nella staffetta 4×100 metri, correndo la finale al posto di Stefano Tilli che si era infortunato.
È stato quattro volte campione italiano con la 4×100 m nel 1985, 1988, 1990, 1991 e con la staffetta 4×200 m nel 1985. Vanta più di dieci presenze nella nazionale assoluta, nella quale esordì nel 1985 a Monaco.

## Migliori prestazioni nazionali

### Seniores
- 120 metri piani: 12"98 ( Canberra, 2 ottobre 1985)

## Palmarès
| Anno | Manifestazione    | Sede    | Evento      | Risultato | Prestazione | Note   |
| ---- | ----------------- | ------- | ----------- | --------- | ----------- | ------ |
| 1987 | Mondiali          | Roma    | 4×100 metri | 7º        | 39"62       |        |
| 1989 | Mondiali militari | Roma    | 4×100 metri | Argento   |             | [ 10 ] |
| 1990 | Mondiali militari | Kajaani | 4×400 metri | Argento   |             | [ 10 ] |

## Altre competizioni internazionali
1985
- Bronzo in Coppa Europa ( Mosca), 4×100 metri - 38"88[11]